# Friedhof Hemelingen
Der Friedhof Hemelingen in Bremen-Hemelingen, Ortsteil Hemelingen, zwischen Marschstraße 34, Heumarschstraße, Bultstraße und Bahngleisen, ist städtisch und stammt von 1904.

## Geschichte

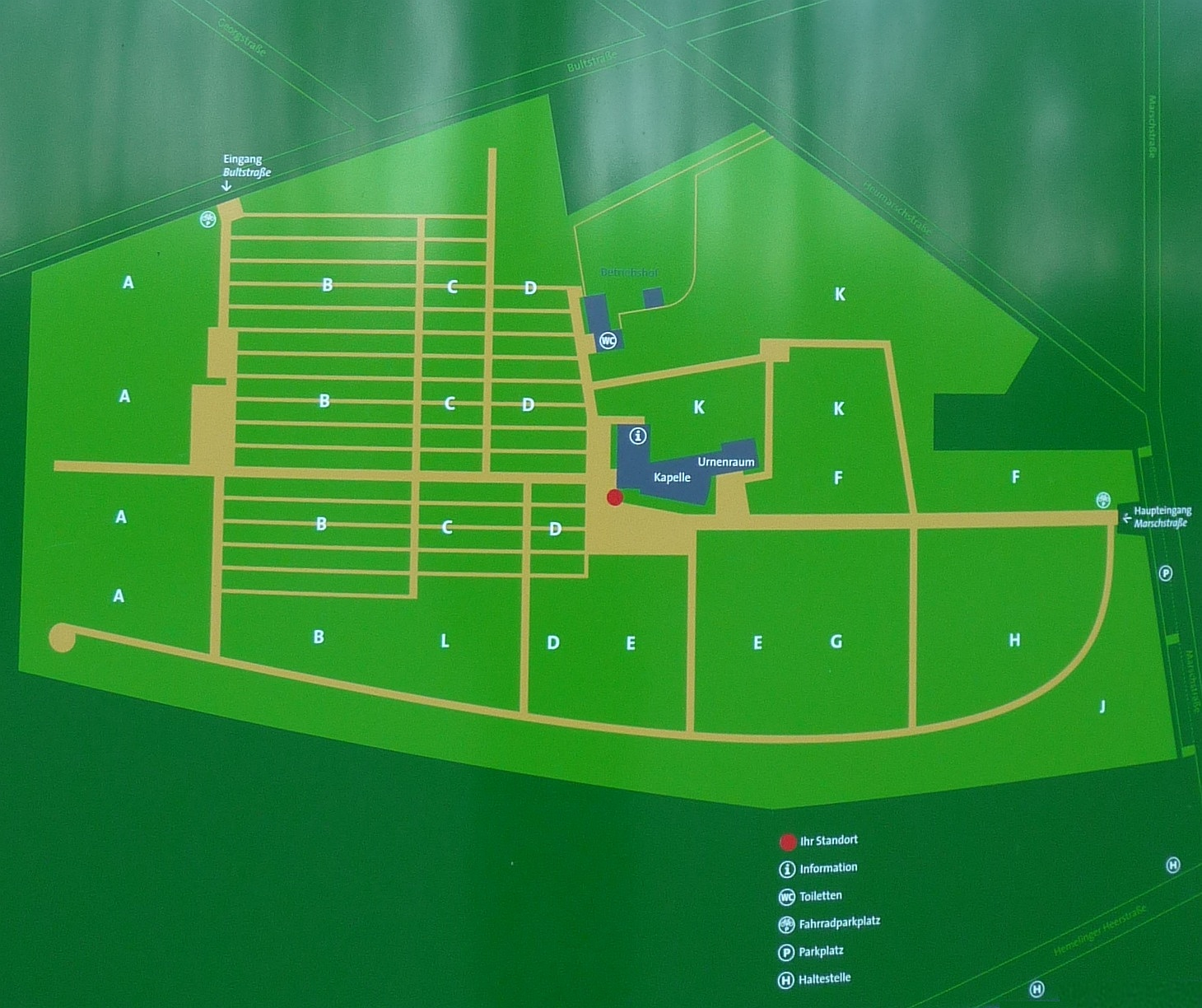
Friedhofsplan

Der 4,5 ha große Friedhof liegt am Rande des Ortsteils in der Nähe zur Autobahnzufahrt. Seine zentrale Hauptachse, eine Lindenallee, führt zur Trauerhalle. 2012 wurde planerisch erwogen, diesen Friedhof längerfristig aufzugeben, was der Umweltbetrieb aber ausschloss und der Stadtteilbeirat ablehnte.
Mit den Straßenbahn- und Buslinien 38, 39, 40 und 41 ist der Friedhof erreichbar. Eingänge sind an der Marschstraße 34 sowie an der Bultstraße.

## Gräber bekannter Persönlichkeiten
- Diedrich Wilkens (1811–1876), Eigentümer der Silberwarenfabrik Wilkens & Söhne